# Eunice silva
Eunice Silva (nasceu em Abril de 1956) é uma engenheira civil cabo-verdiana, escritora e política de Santiago.

## Carreira
Eunice Andrade da Silva Spencer Lopes nasceu em Santiago, Cabo Verde em Abril de 1956 e era o segunda mais velha de nove irmãos. Ela frequentou o Instituto Técnico Industrial em Rostov, Rússia e se graduou com o diploma de bacharel em engenharia  civil em 1980. Retornando a Cabo Verde em 1981, Silva participou da companhia de construção  estatal e também se tornou membro da Organização de Mulheres Cabo Verdianas (OCVW), um grupo de campanha pelos direitos das mulheres. Ela estudou  economia na Universidade de Havana, Cuba em 1995 e ganhou um Mestrado em Administração de Empresas pela Universidade Estadual Central de Connecticut em 2001.
Após retornar a Cabo Verde, Silva ingressou no Ministério da Infraestrutura, Planejamento e Habitação, tendo renunciado sua adesão da OCVW. Ela foi diretora de estudos do gabinete de planejamento e estudos do ministério e participou da comissão de licitações para obras públicas e privadas. Silva entrou mais tarde e tornou-se secretária-geral da associação de empreiteiros do País.
Silva foi eleita para a Assembleia Nacional em 2011. Desde então, ela serviu como vice-presidente da Comissão Especializada de Ordenamento do Território, Planejamento Espacial e Economia e presidente da Rede Parlamentar de Cabo Verde para o Meio Ambiente, Combate à Desertificação e à Pobreza. Silvia organizou uma votação nacional em 2013 para determinar as sete maiores maravilhas de Cabo Verde e posteriormente produziu o catálogo Maravilhas de Cabo Verde. Ela estava no comando da resposta de o 2014–15 erupção de Fogo, incluindo provisão de habitação, dinheiro e emprego para os afetados. Também Silva presidiu sobre o inquérito parlamentar do naufrágio do ferry Vicente em 8 de janeiro de 2015, que causou a morte de 15 pessoas.
Em 22 Junho de 2016, Silvia foi nomeada Ministra da Infraestrutura, Planejamento e Habitação do Movimento pela Democracia, no gabinete de Ulisses Correia e Silva.
Silva também foi  vice-presidente da Aliança de Parlamentares e Representantes Eleitos Locais para a Proteção do Meio-Ambiente nos Países da Costa Ocidental da África (APPEL), um grupo de funcionários eleitos dos membros da Comissão Sub-regional de Pesca (Cabo Verde, Gâmbia, Guiné, Guiné-Bissau, Mauritânia, Senegal, e Serra Leoa).
Ela escreveu para jornais Cabo Verdianos sobre assuntos de planejamento urbano e sociedade. Ela é casada, tem dois filhos e três netos.